# Mercedes-Benz L 6600
Mercedes-Benz L 5000/L 5500/L 6600 — серия грузовых автомобилей, выпускавшихся немецким автопроизводителем Mercedes-Benz в период с 1950 по 1963 год.
Самый большой послевоенный грузовик Mercedes-Benz L 6600 был представлен в 1950 году. Цифра в обозначении модели указывает массу груза в кг. Модель имела совершенно новую конструкцию, с форкамерным рядным шестицилиндровым двигателем из новой серии дизельных двигателей OM300. Он имел рабочий объем 8,3 литра и мощность 145 л.с. Со временем были добавлены и более крупные двигатели. С 1954 года модель называлась L 315. В 1956 году был представлен более мощный L 326 грузоподъемностью 8 тонн.
Параллельно с самыми крупными моделями выпускалась меньшая L 5000 грузоподъемностью 5 тонн. В 1953 году он получил дальнейшее развитие в L 5500 с увеличенной на 500 кг массой груза. Поскольку в следующем году Mercedes-Benz изменил обозначение модели, она получила название L 325. Позже, в 1950-х годах, были добавлены варианты L 329 и L 334 с более мощными двигателями.
Автомобили были заменены на внутреннем рынке в 1959 году новой моделью Mercedes-Benz Kurzhauber, но продолжали выпускаться на экспорт до 1963 года.